# Xhynejt Çutra
Xhynejt Çutra (sinh 23 tháng 11 năm 1988) là một cầu thủ bóng đá Albania hiện tại thi đấu cho KS Kastrioti ở Giải bóng đá hạng nhất quốc gia Albania. Anh thử việc với Dinamo Zagreb vào tháng 1 năm 2008 nhưng không được đề nghị một bản hợp đồng nào.